# Ардфиннан
Ардфиннан (англ. Ardfinnan; ирл. Ard Fhíonáin) — деревня в Ирландии, находится в графстве Южный Типперэри (провинция Манстер) около реки Шур. Местной достопримечательностью является замок Ардфиннан.

## Демография
Население — 747 человек (по переписи 2006 года). В 2002 году население составляло 779 человек.
Данные переписи 2006 года:
| Общие демографические показатели |               |                               |                               |      |      |
| Всё население                    | Всё население | Изменения населения 2002—2006 | Изменения населения 2002—2006 | 2006 | 2006 |
| 2002                             | 2006          | чел.                          | %                             | муж. | жен. |
| 779                              | 747           | −32                           | −4,1                          | 370  | 377  |